# Minona trigonopora
Minona trigonopora är en plattmaskart som beskrevs av Ax 1956. Minona trigonopora ingår i släktet Minona och familjen Monocelididae. Inga underarter finns listade i Catalogue of Life.